# Манастир Бистрица у Молдавији
Манастир Бистрица је један од два православна манастира са овим именом у Румунији. Други манастир Бистрица је у Влашкој. Молдавски манастир је скоро век старији од влашког.
Налази се 8 км западно од Петра Њамца. Цркву је 1402. године освештао молдавски војвода Александар Добри, чије се мошти овде чувају. Манастирска црква је историјски и археолошки вредна са својим особеностима византијске архитектуре за своје време. Богато је украшен и има изузетна улазна врата из 15. века. Богато осликана.
Манастир је окружен каменим зидом од 4 метра подигнутом за време владавине Петра Рареша (1541–1546), према легенди, оригинал је 1538. године уништила војска Сулејмана Величанственог. У ово време је датована и капела која се налази северно од манастира. У дворишту се налази звоник — саградио га је 1498. Стефан Велики. Године 1554. Александар Лепушњану је поправио и обновио манастир.
Чудотворну икону Свете Ане, која је заштитница манастира, поклонила је манастиру 1407-1408. године супруга војводе Александра Доброг — Ана. По предању, икона је „ктиторски дар“ ктиторке Ане од императрице Јелене Драгаш. Икона је рестаурирана у 18. веку, а 1853. године постављена је у нови оквир од резбареног и позлаћеног чемпреса. Икону су 1401. године из Константинопоља у Сучаву послали Григорије Цамблак и архонт Мануел, затим су из Сучаве свечаном верском литијом кренули у манастир 1407/08. На челу поворке је господарица молдавске земље — Ана.